# Lathyrus bijugatus
Lathyrus bijugatus är en ärtväxtart som beskrevs av Theodore Greely White. Lathyrus bijugatus ingår i släktet vialer, och familjen ärtväxter. Inga underarter finns listade i Catalogue of Life.